# Bálint Szeles
Bálint Szeles (* 9. November 1998) ist ein ungarischer Hürdenläufer, der sich auf die 110-Meter-Distanz spezialisiert hat.

## Sportliche Laufbahn
Erste internationale Erfahrungen sammelte Bálint Szeles im Jahr 2015, als er bei den Jugendweltmeisterschaften in Cali mit 14,09 s in der ersten Runde über 110 m Hürden ausschied. Im Jahr darauf schied er bei den U20-Weltmeisterschaften in Bydgoszcz mit 14,09 m im Halbfinale aus und 2017 kam er bei den U20-Europameisterschaften in Grosseto mit 14,32 s nicht über den Vorlauf hinaus und verpasste mit der 4-mal-100-Meter-Staffel mit 41,10 s den Finaleinzug. 2018 schied er bei den Europameisterschaften in Berlin mit 14,07 s in der ersten Runde über 110 m Hürden aus und im Jahr darauf gelangte er bei den Europaspielen in Minsk mit 14,57 s auf Rang 22. Anschließend schied er bei den U23-Europameisterschaften in Gävle mit 14,40 s im Halbfinale aus. 2021 kam er bei den Halleneuropameisterschaften in Toruń mit 7,97 s nicht über den Vorlauf über 60 m Hürden hinaus und im Jahr darauf mit 7,81 s auch bei den Hallenweltmeisterschaften in Belgrad. Im August kam er bei den Europameisterschaften in München mit 13,97 s nicht über die Vorrunde über 110 m Hürden hinaus. 2023 schied er bei den Halleneuropameisterschaften in Istanbul mit 8,15 s im Halbfinale über 60 m Hürden aus und anschließend wurde er bei der 2. Liga der Team-Europameisterschaft im Rahmen der Europaspiele in Chorzów in 13,68 s Zweiter. Im August schied er dann bei den Weltmeisterschaften in Budapest mit 13,77 s in der ersten Runde aus. Im Jahr darauf kam er bei den Hallenweltmeisterschaften in Glasgow mit 7,86 s nicht über den Vorlauf über 60 m Hürden hinaus. Im Juni schied er bei den Europameisterschaften in Rom mit 13,83 s im Halbfinale über 110 m Hürden aus.
2025 schied er bei den Halleneuropameisterschaften in Apeldoorn mit 7,93 s in der ersten Runde über 60 m Hürden aus, ehe er bei den Hallenweltmeisterschaften kurz darauf in Nanjing mit 7,89 s im Halbfinale ausschied.
In den Jahren von 2022 bis 2024 wurde Szeles ungarischer Meister im 110-Meter-Hürdenlauf sowie von 2022 bis 2024 Hallenmeister über 60 m Hürden.

## Persönliche Bestleistungen
- 110 m Hürden: 13,58 s (+0,2 m/s), 8. Juni 2023 in Budapest
  - 60 m Hürden (Halle): 7,69 s, 5. Februar 2022 in Budapest